# Ivan Mjartan
Ivan Mjartan (31. srpna 1958 – 9. dubna 2018, Bratislava) byl slovenský politik, po sametové revoluci československý poslanec Sněmovny národů Federálního shromáždění za HZDS, v 90. letech slovenský velvyslanec v Česku, od roku 1999 předseda Strany demokratického středu.

## Biografie
Absolvoval Fakultu technické kybernetiky a automatizovaných systémů řízení na Vysoké škole chemického strojírenství v Moskvě. Od roku 1982 působil jako redaktor v oddělení vědy a techniky Československého rozhlasu na Slovensku, zde se stal pak členem redakce mezinárodních událostí a po sametové revoluci vedoucím relace Radiožurnál. Byl spojencem Vladimíra Mečiara a jeho rozhlasové relaci se říkalo Rádio Mečiar. Na jaře 1991 v době rozkolu v hnutí Verejnosť proti násiliu se podílel na vzniku HZDS. Z postu odešel poté, co se v roce 1992 objevil na vysoké pozici na kandidátní listině HZDS.
Ve volbách roku 1992 byl za HZDS zvolen do slovenské části Sněmovny národů. Ve Federálním shromáždění setrval do zániku Československa v prosinci 1992. Uvádí se bytem Bratislava.
V druhé vládě Vladimíra Mečiara byl státním tajemníkem na ministerstvu kultury. Angažoval se v mediální problematice. Inicioval změny v systému složení a volby členů mediálních rad veřejnoprávních médií. Počátkem roku 1993 se stal velvyslancem Slovenska v České republice. Funkci zastával do roku 1998. Během svého působení na postu velvyslance přednášel na Vysoké škole ekonomické v Praze. Počátkem roku 1994 mu Vladimír Mečiar nabídl post slovenského ministra zahraničních věcí, protože dosavadní ministr Jozef Moravčík vládu opustil. Mjartan ale nabídku odmítl. Členem HZDS a spojencem Vladimíra Mečiara zůstal i v období třetí Mečiarovy vlády. Koncem roku 1997 mu Vladimír Mečiar zadal úkol vypracovat analýzu programových obrysů, s nimiž by HZDS mělo jít do parlamentních voleb roku 1998. Mjartan počítal s výraznějším postem na kandidátní listině, ale nakonec bylo oznámeno, že se stane mluvčím volebního štábu strany. V srpnu 1998 se stal vedoucím úřadu ministerstva zahraničních věcí a předsedou koordinační rady pro tvorbu veřejného mínění HZDS. Krátce po parlamentních volbách odešel z HZDS.
V prezidentských volbách na Slovensku roku 1999 neúspěšně kandidoval na prezidenta Slovenska. Získal ale jen 3 % hlasů. Programově se tehdy přihlásil k „sociálnědemokratické orientaci moderního evropského typu.“ Zároveň ohlašoval, že prezidentská kampaň je součástí příprav k vzniku nové politické strany. Pak skutečně během roku 1999 založil formaci Strana demokratického stredu a stal se jejím předsedou. Strana se později přejmenovala na Stred.
Zemřel v dubnu 2018. Delší dobu trpěl zdravotními obtížemi. Jeho tělo našel příbuzný v jeho bratislavském bytě.